# イルリサット
イルリサット（Ilulissat）はグリーンランド西岸中部に位置する町。アヴァンナータ自治体の中心地。シシミウトに次いで、グリーンランドでは3番目に大きい町であり、人口は約5,000人である。北緯69度の北極圏内にある。かつては、デンマーク語で「ヤコブスハン」（Jakobshavn）と呼ばれていた。イルリサットのグリーンランド語における意味は「氷塊」もしくは「氷山」である。
イルリサットは、ディスコ湾に直接流れ出ているイルリサット・アイスフィヨルド（Ilulissat ice fjord）の河口に位置する。このフィヨルドが著名な観光地となっており、観光業が町の主要産業となっている。

## 歴史
イルリサットの町は、約3,000年前から複数回にわたって形成されたことが判明している。現在の町は、1741年にデンマーク人宣教師の一団に同行した商人のヤコブ・セベリン（Jakob Severin）が、この地に交易拠点を設けたことに由来する。

## 気候
| イルリサット, 1961-1990年の気候 | イルリサット, 1961-1990年の気候 | イルリサット, 1961-1990年の気候 | イルリサット, 1961-1990年の気候 | イルリサット, 1961-1990年の気候 | イルリサット, 1961-1990年の気候 | イルリサット, 1961-1990年の気候 | イルリサット, 1961-1990年の気候 | イルリサット, 1961-1990年の気候 | イルリサット, 1961-1990年の気候 | イルリサット, 1961-1990年の気候 | イルリサット, 1961-1990年の気候 | イルリサット, 1961-1990年の気候 | イルリサット, 1961-1990年の気候 |
| 月                              | 1月                             | 2月                             | 3月                             | 4月                             | 5月                             | 6月                             | 7月                             | 8月                             | 9月                             | 10月                            | 11月                            | 12月                            | 年                              |
| ------------------------------- | ------------------------------- | ------------------------------- | ------------------------------- | ------------------------------- | ------------------------------- | ------------------------------- | ------------------------------- | ------------------------------- | ------------------------------- | ------------------------------- | ------------------------------- | ------------------------------- | ------------------------------- |
| 平均最高気温 °C （°F）          | −10 (14)                        | −11.1 (12)                      | −11.2 (11.8)                    | −4.4 (24.1)                     | 3.1 (37.6)                      | 8.2 (46.8)                      | 11.2 (52.2)                     | 10.0 (50)                       | 5.3 (41.5)                      | −1.0 (30.2)                     | −5.1 (22.8)                     | −8.1 (17.4)                     | −1.09 (30.03)                   |
| 日平均気温 °C （°F）            | −13.5 (7.7)                     | −14.9 (5.2)                     | −15.2 (4.6)                     | −8.4 (16.9)                     | 0.0 (32)                        | 5.1 (41.2)                      | 8.0 (46.4)                      | 6.9 (44.4)                      | 2.5 (36.5)                      | −3.8 (25.2)                     | −8.0 (17.6)                     | −11.3 (11.7)                    | −4.38 (24.12)                   |
| 平均最低気温 °C （°F）          | −16.8 (1.8)                     | −18.5 (−1.3)                    | −19 (−2)                        | −12.2 (10)                      | −3.0 (26.6)                     | 2.2 (36)                        | 4.9 (40.8)                      | 3.8 (38.8)                      | −0.3 (31.5)                     | −6.4 (20.5)                     | −10.8 (12.6)                    | −14.5 (5.9)                     | −7.55 (18.43)                   |
| 降水量 mm （inch）              | 14 (0.55)                       | 13 (0.51)                       | 14 (0.55)                       | 18 (0.71)                       | 17 (0.67)                       | 23 (0.91)                       | 29 (1.14)                       | 29 (1.14)                       | 37 (1.46)                       | 24 (0.94)                       | 23 (0.91)                       | 16 (0.63)                       | 257 (10.12)                     |
| 平均降水日数 （≥1.0 mm）        | 4                               | 4                               | 4                               | 5                               | 4                               | 5                               | 5                               | 5                               | 7                               | 5                               | 6                               | 5                               | 59                              |
| 平均月間日照時間                | 0                               | 28                              | 93                              | 180                             | 279                             | 300                             | 279                             | 217                             | 120                             | 62                              | 30                              | 0                               | 1,588                           |
| 出典：World Climate Guide       |                                 |                                 |                                 |                                 |                                 |                                 |                                 |                                 |                                 |                                 |                                 |                                 |                                 |

## イルリサット・アイスフィヨルド
イルリサット・アイスフィヨルドは町の側にフィヨルドである。延長は約40キロメートルで、ディスコ湾に繋がっており、東から西へ流れるヤコブスハブン・イスブレ氷河（Jakobshavn Isbræ glacier）が東端から流れ込んでいる。ヤコブスハブン氷河は、世界で最も速いかつ活発な氷河の一つで、1日あたり40メートルも流動し、年間46立方キロメートル以上の氷が轟音を立てて流出する。
この氷河は第四紀氷期の大陸氷床の名残りであるグリーンランド氷床が海に流出する数少ない場所の一つであり、流出量はグリーンランドの氷の総流出量の10%に相当し、南極大陸を除けば世界のどの氷河よりも多い量である。氷河から海に流出した氷塊は、様々な大きさの氷山に砕けていくが、そのサイズによっては浅海底に接触し、その場に留まるものもある。外海に流出した氷山は、海流により北方向へ一時的に運ばれた後、南へ方向を転じ、大西洋へと流出する。なお、イルリサット・アイスフィヨルドは2004年に世界遺産に登録されている。

### 登録基準
この世界遺産は世界遺産登録基準のうち、以下の条件を満たし、登録された（以下の基準は世界遺産センター公表の登録基準からの翻訳、引用である）。
- (7) ひときわすぐれた自然美及び美的な重要性をもつ最高の自然現象または地域を含むもの。
- (8) 地球の歴史上の主要な段階を示す顕著な見本であるもの。これには生物の記録、地形の発達における重要な地学的進行過程、重要な地形的特性、自然地理的特性などが含まれる。